# グレゴリオ・アレグリ
グレゴリオ・アレグリ（グレゴーリオ・アッレグリ、アルレグリ、Gregorio Allegri 、1582年 - 1652年2月7日 ローマ）はイタリアの作曲家・司祭・歌手。ローマ楽派に属し、生涯の大半をローマで過ごす。弟にドメニコ・アレグリがいる。

## 人物・作品
サン・ルイジ・デイ・フランチェージ教会の聖歌隊長ジョヴァンニ・ベルナルディーノ・ナニーノ（パレストリーナの門人で親友だったジョヴァンニ・マリーア・ナニーノの弟）のもとで聖歌隊の一員として音楽を学ぶ。ついで誓願を立ててフェルモの大聖堂より聖職禄にあずかる。この地で数多くのモテットやその他の宗教曲を作曲してローマ教皇ウルバヌス8世の目に止まり、ローマのシスティーナ礼拝堂聖歌隊にコントラルト歌手の地位を得、1629年から没するまでその地位にあった。アンドレーア・アダーミが書き残したところによれば、アレグリは稀に見る清純で慈悲深い人物と目されていた。
アレグリの作品には、5声のための教会コンチェルト2巻（それぞれ1618年と1619年に出版）と、6声のためのモテット集2巻（1621年に出版）、4声のシンフォニア、5曲のミサ曲、2曲の預言者エレミアの哀歌、さらに生前に発表されなかったおびただしい数のモテットがある。アレグリは弦楽合奏のための作品を作曲した初期の作曲家の一人であり、アタナシウス・キルヒャーの著書『普遍音楽』においても、アレグリの弦楽合奏曲が引用されている。また弦楽四重奏曲の最初期における重要な作曲者とも考えられている。アレグリの多くの公刊作品、特に器楽作品は、バロック初期の進歩的なコンチェルタート様式で書かれているが、一方でシスティーナ礼拝堂聖歌隊のために書いた声楽作品は、パレストリーナ様式を受け継ぎながらも、パレストリーナの洗練された単純な様式からさらに一切の装飾が排除されている。モテットには、イタリア初期バロック音楽の影響のもと、通奏低音を伴い、コンチェルタート様式で作曲された、少人数での歌唱を意図した例が認められる。
なお、アレグリはカストラートだったと伝えられており、したがって本ページの肖像は別人の可能性がある。また音楽学者のフランソワ＝ジョゼフ・フェティスの説により、同じAllegriという姓を持つ画家コレッジョの一族と考えられていたが、この説は、サン・ルイジ・デイ・フランチェージ教会との契約書類中において父の姓がConstantinus quon. Alegri（Constantinus、かつての名はAlegri）となっていることから否定されている。グレゴリオの姓Allegriは祖父の姓Allegroから転じたものである。

## ミゼレーレ
アレグリ作品で群を抜いて有名なのが《ミゼレーレ》である。合唱の一方は4声、もう一方は5声からなる二重合唱のために作曲されており、かなりの名声を博してきた。合唱団の片方が聖歌〈ミゼレーレ〉の原曲を歌うと、空間的に離れたもう一方が、それに合わせて装飾音型で聖句の「解釈」を歌う。《ミゼレーレ》は今でもシスティーナ礼拝堂の聖務週間で定期的に歌われている。17世紀に「古様式 stile antico 」もしくは「第1作法 prima prattica 」として知られたような、ルネサンス音楽のポリフォニー様式の典型的な作品だが、ローマ楽派とヴェネツィア楽派の両方からの影響を示している。ポリフォニー様式ではあるが、全声部が模倣を行う通模倣様式ではなく、和声的様式（ファミリアーレ様式）による。これは歌詞を強調するために採用されたと考えられる。この《ミゼレーレ》は1981年に映画「炎のランナー」のサウンドトラックに利用されたことで、国際的な知名度を獲得するに至った。
《ミゼレーレ》はルネサンス音楽末期の代表例としてしばしば録音されるにもかかわらず、年代的に見ると実際にはバロック時代に作曲されている。この点においてこの楽曲は、様式的に保守的なローマ楽派の代表的作品ということになる。この作品は、作曲当時と、現代の録音の時代とのはざまで、秘曲ゆえに、また、接しにくさのゆえに有名であった。ローマ教皇庁はこの曲の謎めいた霊気を保とうと望んで複写を禁じた。システィーナ礼拝堂から持ち出されたのは1770年に、当時14歳のモーツァルトが父親に連れられてローマを訪れた際、これを聴いて記憶を元に記譜し、間違いがないか他の日にもう一度聴いて確かめたのが最初と言われており、この複製楽譜を1771年に音楽学者のチャールズ・バーニーが入手しイングランドで出版されたという。